# Miguel Díaz Montes
Miguel Díaz Montes (Estella, Navarra, 24 de enero de 1994) es un futbolista español que juega como centrocampista ofensivo y su actual equipo el Club Deportivo Ebro de la Segunda División RFEF.

## Biografía
Procedente del CD Izarra, llegó a los 13 años a la cantera de Osasuna, donde el canterano disputaría cinco temporadas con el filial. El primer curso, cuando todavía era juvenil, participó en seis encuentros con el equipo que descendió a Tercera División. En esta categoría se formó durante tres años, siendo en las campañas 2015-16 y 2016-17 un elemento clave para, primero, quedarse a un solo gol del ascenso ante el Gernika, y, posteriormente, regresar a la categoría de bronce tras doblegar al Elche B. En el curso 2016-17 se destapa como uno de los mejores futbolistas del Grupo I de Segunda B. Debutó en el primer equipo en Copa del Rey en una eliminatoria ante el Cádiz C.F. en el año 2017.
El 21 de agosto de 2018, se marcha por una temporada cedido al C.D. Mirandés. Sin embargo en el mercado de invierno de 2019 se acordó finalizar dicho compromiso, para pasar al Real Murcia también como cedido.
El 6 de julio de 2019, se hace oficial su fichaje por el Club Deportivo Tudelano de la Segunda División B de España.

## Clubes
| Club              | País   | Año       |
| ----------------- | ------ | --------- |
| C.A. Osasuna "B"  | España | 2013-2018 |
| C.A. Osasuna      | España | 2017-2018 |
| C.D. Mirandés     | España | 2018-2019 |
| Real Murcia C.F.  | España | 2019      |
| C.D. Tudelano     | España | 2019-2020 |
| C.D. Calahorra    | España | 2020      |
| C.F. Villanovense | España | 2020-2021 |
| C.D. Ebro         | España | 2021-     |